# Анастасія Слуцька (фільм)
«Анастасія Слуцька» (біл. «Анастасія Слуцкая») — білоруський художній фільм 2003 року режисера Юрія Елхова. Історична військово-патріотична драма.

## Сюжет
Початок XVI століття. Землі Великого князівства Литовського піддаються нападам татар. На шляху війська кримських татар, серед небагатьох, хто ще не переможений, встає хоробра дружина і відважні жителі міста Слуцька, оборону якого після загибелі чоловіка князя Семена Олельковича (1505 рік) очолила княгиня Анастасія Слуцька.

## У ролях
- Світлана Зеленковська
- Геннадій Давидько
- Анатолій Кот
- Фуркат Файзиев
- Микола Кириченко
- В'ячеслав Солодилов
- Юозас Будрайтіс
- Віталій Редько
- Фархад Абдуллаєв
- Олександр Песков
- Петро Юрченков
- Олександр Ткачонок
- Ірина Нарбекова
- Олексій Турович
- Ольга Водчіц
- Іван Мацкевич
- Геннадій Гарбук
- Олександр Безпалий
- Тетяна Мархель
- Антон Макаренко
- Алесь Жукович
- Еріка Булат

## Творча група
- Сценарій: Анатолій Делендік
- Режисер: Юрій Елхов
- Оператор: Тетяна Логінова
- Композитор: Віктор Копитько